# Schwalbenwand
Schwalbenwand är ett berg i Österrike.   Det ligger i distriktet Zell am See och förbundslandet Salzburg, i den centrala delen av landet, 280 km väster om huvudstaden Wien. Toppen på Schwalbenwand är 2 011 meter över havet, eller 236 meter över den omgivande terrängen. Bredden vid basen är 2,8 km.
Terrängen runt Schwalbenwand är bergig västerut, men österut är den kuperad. Närmaste större samhälle är Saalfelden am Steinernen Meer, 6,8 km norr om Schwalbenwand. 
I omgivningarna runt Schwalbenwand växer i huvudsak blandskog. Runt Schwalbenwand är det ganska glesbefolkat, med 34 invånare per kvadratkilometer.